# Edgar Broughton Band (album)
Albums de Edgar Broughton Band
Inside Out (en)
(1972)
Edgar Broughton Band est le deuxième album du groupe de rock psychédélique Edgar Broughton Band sorti en février 1971 et produit par Peter Jenner.

## Titres

### Face 1
1. Evening Over Rooftops - 5:00
2. The Birth - 3:21
3. Piece of My Own - 2:46
4. Poppy - 2:14
5. Don't Even Know Which Day It Is - 4:20

### Face 2
1. House of Turnabout - 3:08
2. Madhatter - 6:14
3. Getting Hard into What Is a Woman For? - 7:29
4. Thinking of You - 2:04
5. For Doctor Spock Parts 1 & 2 - 3:50

### Musiciens
- Edgar Broughton : chant, guitare
- Arthur Grant : basse, chant
- Steve Broughton : batterie, chant
- Victor Unitt : guitare, chant